# ماریا آباکومووا
ماریا آباکومووا (روسی: Мария Васильевна Абакумова؛ زادهٔ ۱۵ ژانویهٔ ۱۹۸۶) پرتاب‌گر نیزه اهل روسیه است. وی در مسابقات کشوری و بین‌المللی در مجموع برندهٔ ۱ مدال برنز شده‌است.